# Amédée Louis Ribourt
Amédée Louis Ribourt (Châteauroux, 8 octobre 1821-Dijon, 22 février 1893), est un officier de marine français. 

## Biographie
Fils d'un principal de collège, il entre à l'École navale en novembre 1837 et en sort aspirant de 2e classe en septembre 1839. Il sert alors sur l' Atalante puis le Dupetit-Thouars à la station du Brésil et de La Plata (1839-1841) et prend part au blocus de Buenos Aires où il commande la goélette Fortune. 
Aspirant de 1re classe (novembre 1841), il embarque sur la Somme puis sur la Cigogne en Méditerranée et au Levant (1842) et passe sur le Ramier où il est nommé enseigne de vaisseau en novembre 1843.
De 1845à 1847, il fait deux campagnes sur les côtes occidentales d'Afrique, l'une sur l' Australie (1845-1846), l'autre sur l' Espadon (1846-1847) et passe en escadre d'évolutions sur le Souverain. En 1848, il part pour le Pacifique sur l' Alcmène et devient second de la Sirène (1849). Commandant du brick Anna à Tahiti, il est promu lieutenant de vaisseau en janvier 1850.
Second du Tanger en Algérie et sur les côtes africaines (1852-1853), il sert en mars 1854 sur le Trident dans l'escadre envoyée en Baltique et prend part au bombardement de Bomarsund. En février 1855, il passe sur le Montebello puis commande à terre une batterie durant le siège de Sébastopol avant de passer sur la Didon (1856).
Nommé aide de camp de Rigault de Genouilly (janvier 1857) sur la Némésis, il se fait remarquer comme chef d'état-major du corps expéditionnaire lors de la prise de Canton et est promu capitaine de frégate en mars 1858. Il participe alors à la bataille des forts du Peï-Ho dont il est nommé commandant supérieure. Pendant l'attaque de Tourane, il commande les avant-postes. 
Second de la Foudre en escadre d'évolutions (novembre 1860), commandant du Lavoisier à la division du Mexique et des Antilles (1861), il est nommé capitaine de vaisseau en juillet 1863 sur l' Entreprenante et devient à son retour membre de la Commission des pêches et de la domanialité maritime avant de commander en juin 1865 la Thémis à la division du Mexique et des Antilles. 
En 1868, il commande l' Européen en Amérique du Nord puis devient membre de la Commission de révision du règlement d’armement et commandant de la Jeanne d'Arc dans l'escadre envoyée en Baltique durant la guerre de 1870. En octobre, il commande les lignes de défense de Carentan puis dirige à Orléans en novembre les batteries de la marine affectées à l'armée de la Loire. Commandant des batteries de Montretout et du Mont-Valérien (avril-juin 1871) puis de la flottille de la Seine lors des combats de la Commune, il est promu contre-amiral en juin 1871. 
Major général à Rochefort (octobre 1871), il est envoyé en Nouvelle-Calédonie en avril 1874 pour y enquêter sur les conditions dans lesquelles Henri Rochefort était parvenu à s'échapper mais aussi sur le problème plus général de la déportation. Cette mission fait rappeler le gouverneur La Richerie et crée de très vives polémiques. 
En février 1875, il commande la division de l'Atlantique Sud sur la Vénus et exerce conjointement à ce titre les fonctions de commandant supérieur des Établissements français de la Côte de l'Or et du Gabon. Un témoignage de satisfaction lui est décerné à l'issue de ce double commandement en mars 1877. 
Membre du Conseil d'amirauté (mars 1877), promu vice-amiral (novembre 1877), membre du Conseil des travaux (décembre 1877), il devient en mars 1879 préfet maritime de Cherbourg. 
Il reprend sa place au Conseil d'amirauté en octobre 1880 et en devient vice-président en mai 1885. Présidant de la Commission des naufrages, il prend sa retraite en octobre 1886.

## Récompenses et distinctions
- Chevalier (30 décembre 1854), Officier (12 juin 1856), Commandeur (10 août 1868), Grand Officier (16 septembre 1880) puis Grand-croix de la Légion d'Honneur (15 octobre 1886).
- Une rue de Châteauroux porte son nom.